# 怒怒哀楽
『怒怒哀楽』は小南泰葉のミニアルバム。2014年3月5日にEMIミュージック・ジャパンからリリースされた。感情の解放をテーマとして掲げている。

## 構成
タイトル通り、怒怒哀楽の感情に対応した4曲と、ボーナストラック扱いの2曲で構成されている。ボーナストラックの2曲は「恥」であるとして、合わせて怒怒哀楽恥恥の6曲となっている。なお、「喜怒哀楽」の「喜」が欠けていることに関して小南自身は、ライブがそれを補う「喜」の存在であると語っている。

## リリース
タワーレコード限定発売である。リリースに伴い、全国のタワーレコード店舗でインストアイベントが開催されている。

## 収録曲
| 全作詞・作曲: 小南泰葉。 |                                            |          |            |          |
| #                        | タイトル                                   | 作詞     | 作曲・編曲 | 編曲     |
| 1.                       | 「3355411」                                | 小南泰葉 | 小南泰葉   | 西川進   |
| 2.                       | 「ボーダーライン」                         | 小南泰葉 | 小南泰葉   | 西川進   |
| 3.                       | 「終わりなき炎症」                         | 小南泰葉 | 小南泰葉   | 西川進   |
| 4.                       | 「キャットダイバー」                       | 小南泰葉 | 小南泰葉   | 小南泰葉 |
| 5.                       | 「水子ペテン師」(ボーナストラック)         | 小南泰葉 | 小南泰葉   | 小南泰葉 |
| 6.                       | 「美少女戦士カメレオン」(ボーナストラック) | 小南泰葉 | 小南泰葉   | 小南泰葉 |